# 我要的選擇
〈我要的選擇〉（英語：My Choice）是臺灣歌手蔡依林的歌曲，收錄於其精選輯《J-Top 冠軍精選》。該歌曲由李焯雄和管啟源作詞、陳文華作曲、薛忠銘製作。該歌曲作為專輯單曲於2006年4月26日由新力博德曼發行。

## 背景
2006年2月16日，蔡依林簽約百代音樂。同年4月21日，新力博德曼開放蔡依林精選輯《J-Top 冠軍精選》的預購。

## 創作和錄製
該歌曲由前奏鋼琴聲逐漸轉為副歌氣勢磅礴的弦樂旋律，襯托蔡依林深刻的歌聲情感。她在前奏部分以近乎清唱的唱腔展現細膩且充沛的唱功，歌詞描寫愛情逝去後的別離並非「我要的選擇」的心境。

## 音樂影片
2006年4月26日，新力博德曼發布該歌曲的MV，導演為金卓。

## 發行歷史
| 地區     | 日期          | 格式     | 經銷商     |
| -------- | ------------- | -------- | ---------- |
| 中國大陸 | 2006年4月26日 | 電台播放 | 新力博德曼 |